# تپه داراب ۱
تپه داراب ۱ مربوط به دوره اشکانیان - دوره ساسانیان است و در شهرستان کرمانشاه، بخش مرکزی، دهستان بالادربند، حدود ۷۰۰ متری شمال غرب چغا قاسم واقع شده و این اثر در تاریخ ۱۸ اسفند ۱۳۸۷ با شمارهٔ ثبت ۲۴۸۱۹ به‌عنوان یکی از آثار ملی ایران به ثبت رسیده است.